# Stowarzyszenie Moje Bieszczady

## Historia Stowarzyszenia
Historia Stowarzyszenia sięga roku 2003, kiedy to na potrzeby organizacji Festiwalu Sztuk Różnych „Bieszczadzkie Anioły” powstało Stowarzyszenie Miłośników Bieszczad „Pieczęć Zielonego Kielonka”.
Z biegiem lat nakreślone zostały konkretne cele, jakie Stowarzyszenie postawiło przed sobą. W 2007 roku uległa zmianie nazwa Stowarzyszenia na Stowarzyszenie Miłośników Bieszczad „Moje Bieszczady”.
Do 2009 roku Stowarzyszenie było organizatorem wspomnianego festiwalu „Bieszczadzkie Anioły”. W 2010 roku zastąpiły go Bieszczadzkie Spotkania ze Sztuką „Rozsypaniec”.

## Cele Stowarzyszenia
W 2007 roku, kiedy uległa zmianie nazwa Stowarzyszenia na obecną czyli Stowarzyszenie Miłośników Bieszczad „Moje Bieszczady”, zostały nakreślone cele, które są realizowane przez członków Stowarzyszenia a mianowicie:
- wspieranie inicjatyw i programów na rzecz rozwoju kulturalnego różnych regionów Polski, a w szczególności regionu Bieszczad i Beskidu Niskiego,
- wspieranie i promowanie indywidualnej twórczości,
- inicjowanie, wspieranie i propagowanie działań i programów na rzecz tworzenia korzystniejszych warunków dla rozwoju kulturalnego i edukacyjnego dzieci i młodzieży,
- inicjowanie, wspieranie i promowanie aktywności i samodzielnego działania młodych ludzi w różnych dziedzinach kultury, w szczególności z obszarów słabszych edukacyjnie,
- działanie na rzecz budowy nowoczesnego społeczeństwa, podnoszenia poziomu edukacji,
- działanie na rzecz rozwoju instytucji samorządu terytorialnego oraz wspieranie wszelkich form rozwoju regionalnego,
- współpracę i wzajemną pomoc członków Stowarzyszenia,
- współpracę z osobami i instytucjami w zakresie zbierania informacji i wymiany doświadczeń
- w zakresie organizowania festiwali muzycznych i poetyckich,
- doradztwo i pomoc organizacyjno – ekonomiczną oraz szkolenie członków
- i innych podmiotów zainteresowanych działalnością Stowarzyszenia,
- prowadzenie działalności integrującej członków Stowarzyszenia poprzez aktywność kulturalną, rekreacyjną i towarzyską,
- organizowanie koncertów dla dzieci i młodzieży,
- organizowanie koncertów zespołów muzyki rozrywkowej,
- organizowanie wystaw indywidualnych i zbiorowych artystów, urządzanie konkursów,
- organizowanie różnych form rozwoju kulturalnego społeczeństwa,
- działalność prowadzoną na własny rachunek przez artystów,
- organizowanie imprez dla dzieci,
- konserwację i ochronę miejsc i budynków zabytkowych,
- inne działania sprzyjające rozwojowi statutowych celów organizacji.